# Phyllonotus pomum
Phyllonotus pomum är en snäckart som först beskrevs av Gmelin 1791.  Phyllonotus pomum ingår i släktet Phyllonotus och familjen purpursnäckor. Inga underarter finns listade i Catalogue of Life.

## Bildgalleri

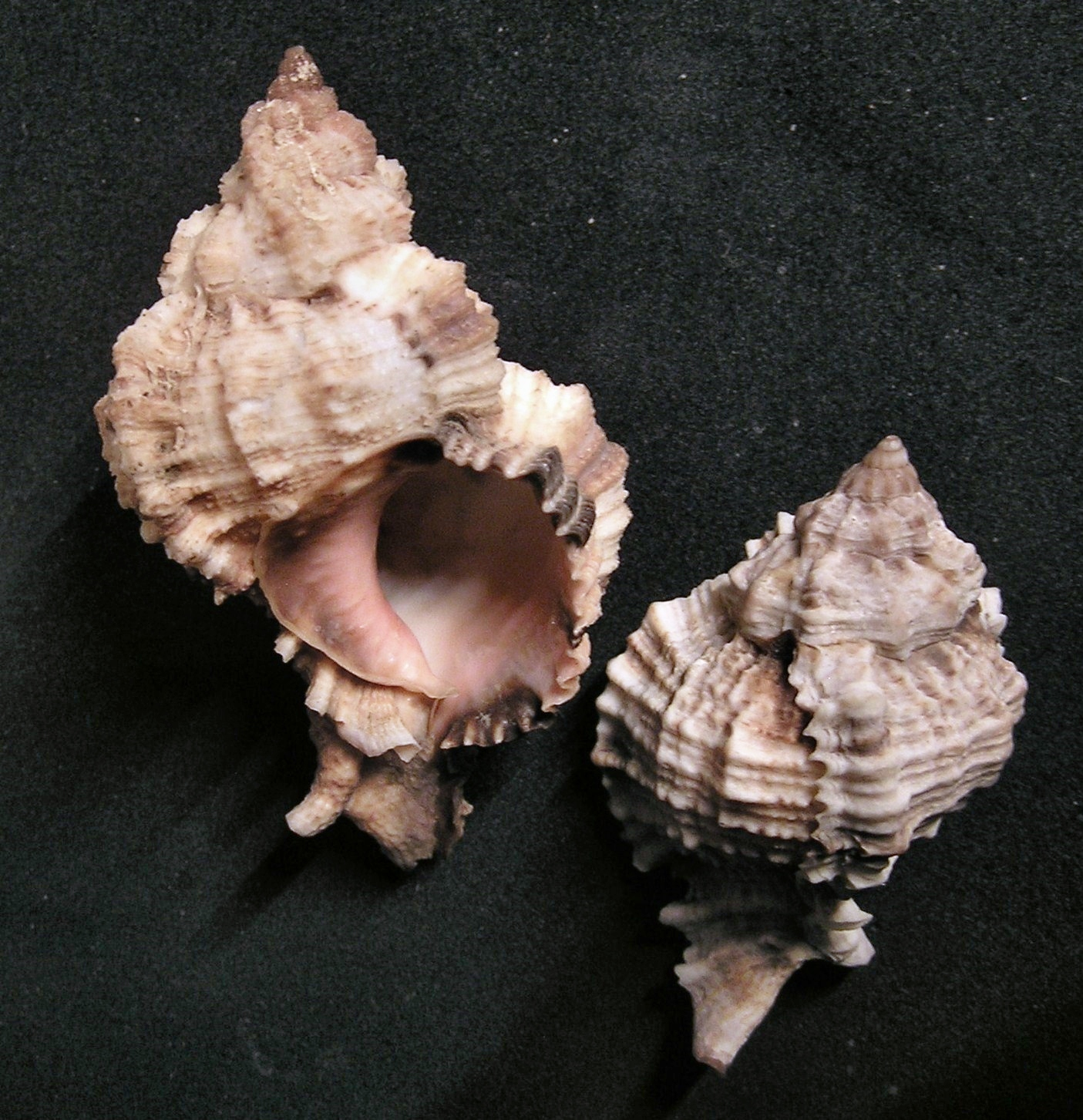
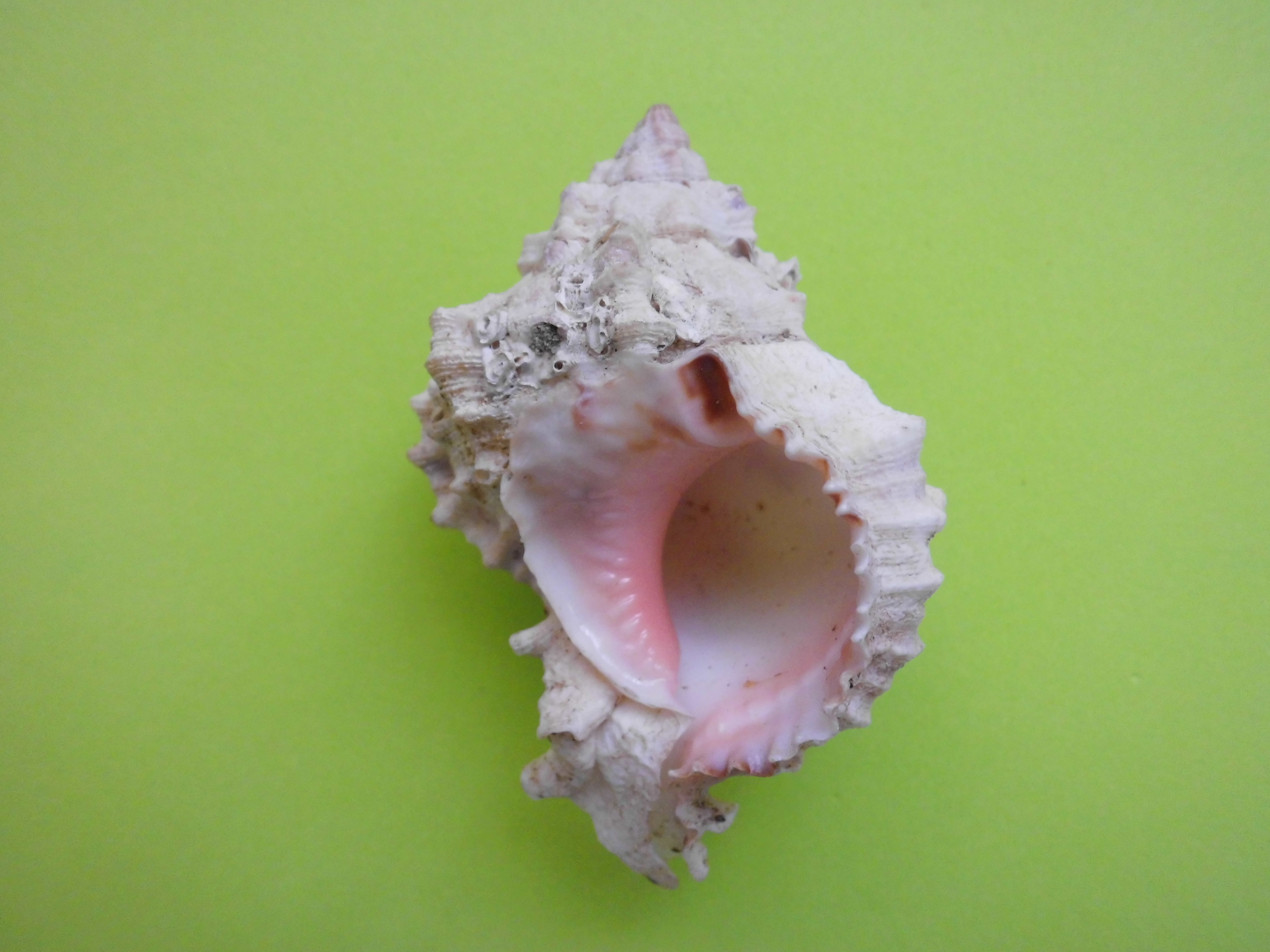
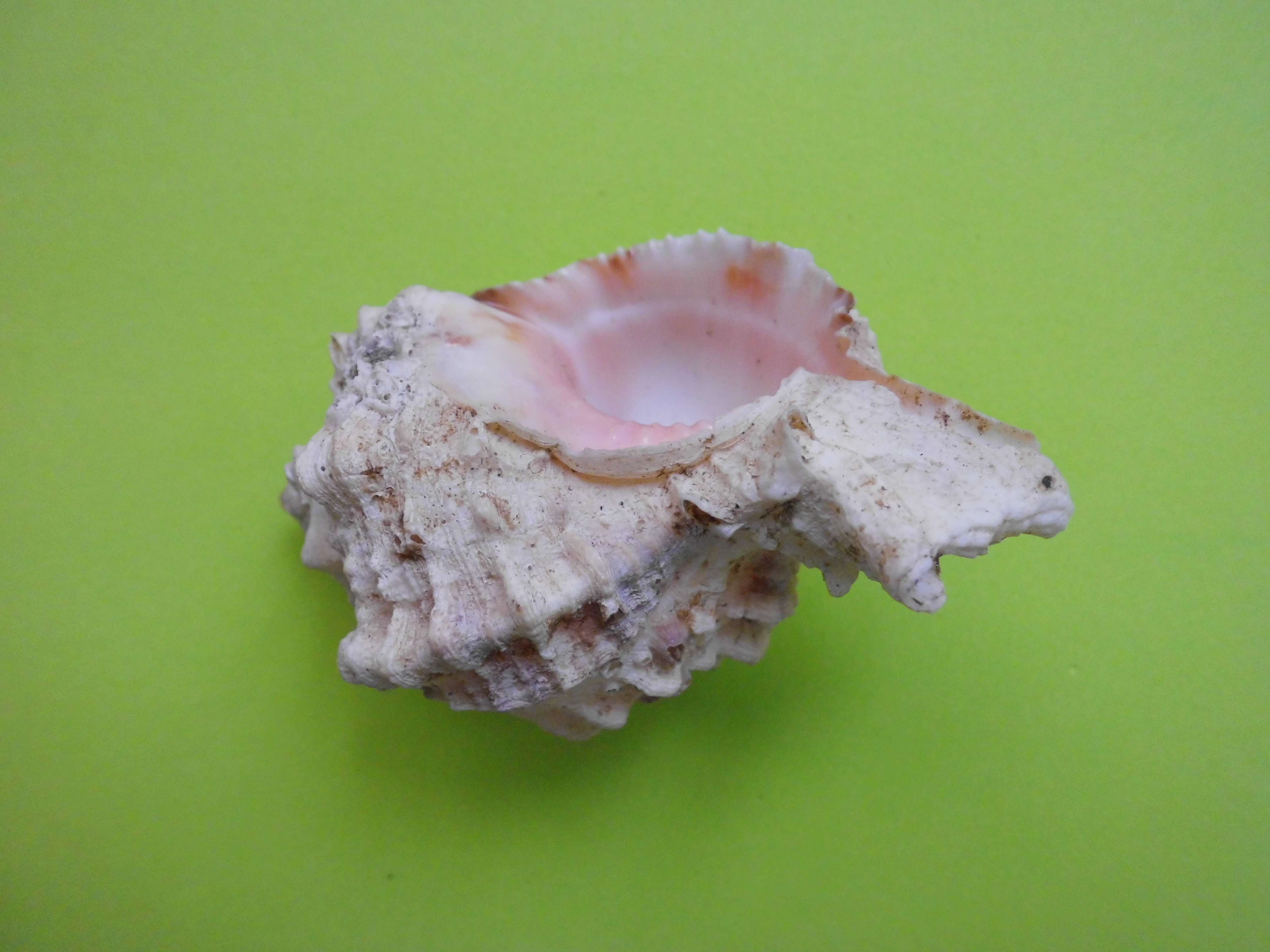
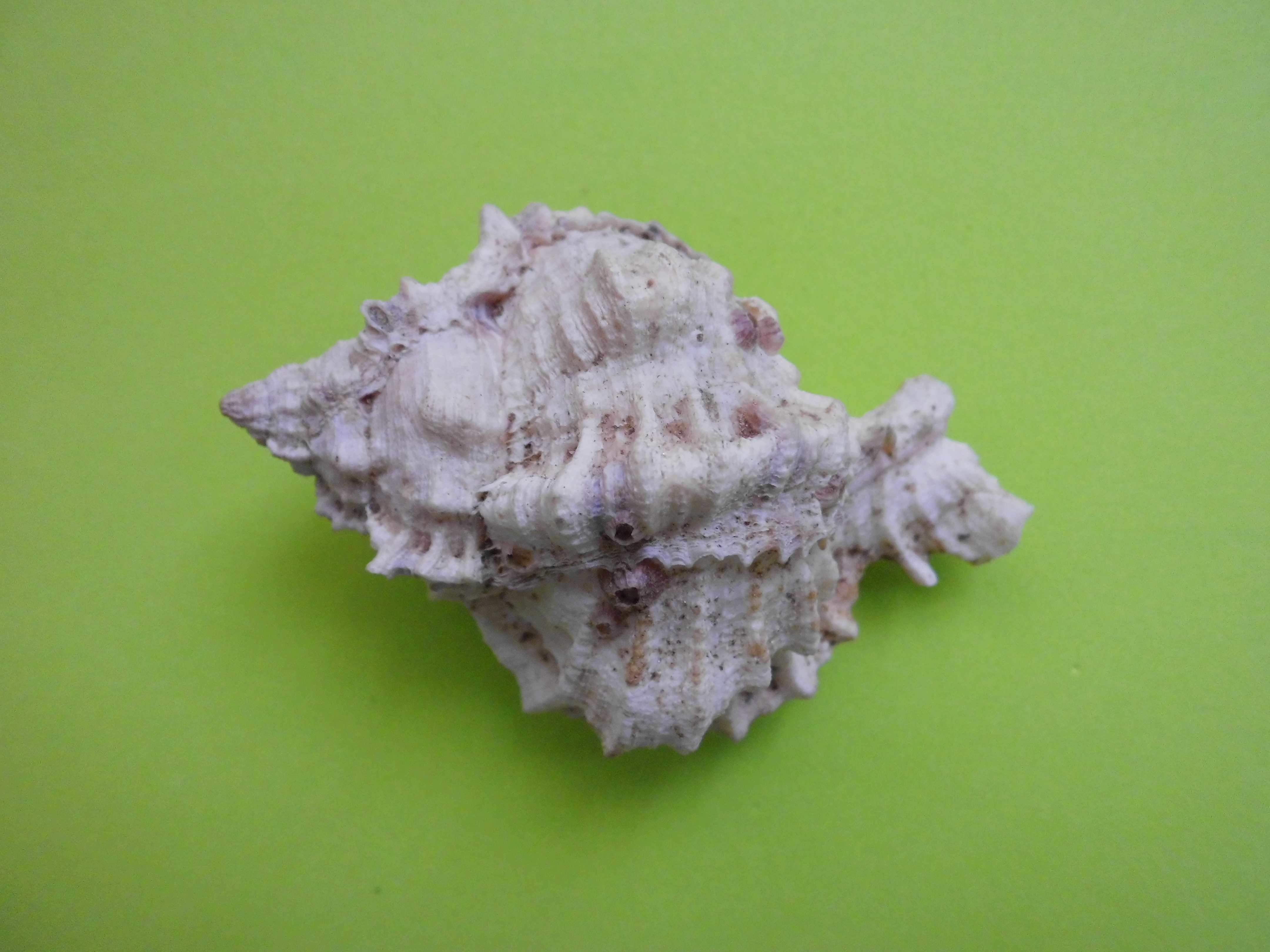